# 宜野湾テレビ中継局
宜野湾テレビ中継局（ぎのわんテレビちゅうけいきょく）は沖縄県浦添市牧港にあるテレビの中継局である。
もともとは1970年代に設置された牧港テレビ中継局であったが、同じ浦添市牧港でも現在地とは異なっていた（当時の親局の送信所は現在地とは違っていた）。しかし、出力が0.1W(100mW)と弱く、かつ地形上の問題で浦添市牧港だけでなく隣接する宜野湾市の西部でも豊見城市の親局から受信しにくい箇所があり、宜野湾市西部への受信改善を図るため、1984年に同じ牧港にある沖縄電力牧港火力発電所の煙突に旧牧港テレビ中継局を移転する形で現在の宜野湾テレビ中継局が設置された（発電所の煙突にテレビの中継局が置かれるのは全国的にも少ない。同時に牧港テレビ中継局は廃止）。中継局所在地は浦添市牧港だが宜野湾市と市境に接しており、放送エリアも主に宜野湾市西部（国道58号沿い）を範囲としているため同中継局に改称した。1995年には琉球朝日放送が開局と同時にそれぞれ設置された。
那覇市曙にある安謝テレビ中継局は当中継局を経由している（親局との距離は当中継局よりも安謝テレビ中継局のほうが近い）。

## 宜野湾テレビ中継局

### デジタルテレビ放送
| ID | 放送局名           | 物理 チャンネル | 空中線電力 | ERP  | 放送対象地域 | 放送区域 内世帯数 | 運用開始日     |
| -- | ------------------ | --------------- | ---------- | ---- | ------------ | ----------------- | -------------- |
| 1  | NHK 沖縄総合       | 21              | 1W         | 2.4W | 沖縄県       | 40,632世帯        | 2009年 12月1日 |
| 2  | NHK 沖縄教育       | 19              | 1W         | 2.4W | 全国         | 40,632世帯        | 2009年 12月1日 |
| 3  | RBC 琉球放送       | 44              | 1W         | 2.2W | 沖縄県       | 40,632世帯        | 2009年 12月1日 |
| 5  | QAB 琉球朝日放送   | 46              | 1W         | 2.2W | 沖縄県       | 40,632世帯        | 2009年 12月1日 |
| 8  | OTV 沖縄テレビ放送 | 48              | 1W         | 2.2W | 沖縄県       | 40,632世帯        | 2009年 12月1日 |

- 所在地： 浦添市牧港五丁目（沖縄電力牧港火力発電所の煙突）
- 放送区域： 宜野湾市、浦添市、那覇市の各一部[1]
- 2009年10月8日に予備免許が交付され[2]、11月中に試験電波を発射、11月30日に本免許が交付され[1]、12月1日に本放送を開始した。
- ケーブルテレビ局の沖縄ケーブルネットワーク（OCN）のサービスエリアになっているため、ケーブルテレビに加入している世帯もある。

### アナログテレビ放送
| チャンネル 番号 | 放送局名           | 空中線 電力       | ERP                 | 放送対象地域 | 放送区域 内世帯数 | 運用開始日      |
| --------------- | ------------------ | ----------------- | ------------------- | ------------ | ----------------- | --------------- |
| 35              | QAB 琉球朝日放送   | 映像10W/ 音声2.5W | 映像17.5W/ 音声4.4W | 沖縄県       | 約35,800世帯      | 1995年 10月1日  |
| 37              | OTV 沖縄テレビ放送 | 映像10W/ 音声2.5W | 映像17.5W/ 音声4.4W | 沖縄県       | 約35,800世帯      | 1983年 12月21日 |
| 39              | RBC 琉球放送       | 映像10W/ 音声2.5W | 映像17.5W/ 音声4.4W | 沖縄県       | 約35,800世帯      | 1983年 12月21日 |
| 41              | NHK 沖縄総合       | 映像10W/ 音声2.5W | 映像17.5W/ 音声4.4W | 沖縄県       | 約35,800世帯      | 1983年 12月21日 |
| 43              | NHK 沖縄教育       | 映像10W/ 音声2.5W | 映像17.5W/ 音声4.4W | 全国         | 約35,800世帯      | 1983年 12月21日 |

- 所在地： デジタルテレビ放送に同じ
- 2011年7月24日をもってすべて廃止された。

## 牧港テレビ中継局
もともと浦添市牧港に置かれ、牧港地区などへ電波を発射していたが、出力が弱いため受信しにくい箇所が生じたため、宜野湾市西部の受信状態を改善するため、同じ浦添市牧港に移転し、廃止された。

### アナログテレビ放送
| チャンネル 番号 | 放送局名           | 空中線 電力         | ERP | 放送対象地域 | 放送区域 内世帯数 | 運用開始日    |
| --------------- | ------------------ | ------------------- | --- | ------------ | ----------------- | ------------- |
| 46              | NHK 沖縄総合       | 映像100mW/ 音声25mW | -   | 沖縄県       | -                 | 1979年 3月2日 |
| 48              | OTV 沖縄テレビ放送 | 映像100mW/ 音声25mW | -   | 沖縄県       | -                 | 1979年 3月1日 |
| 50              | RBC 琉球放送       | 映像100mW/ 音声25mW | -   | 沖縄県       | -                 | 1979年 3月1日 |
| 52              | NHK 沖縄教育       | 映像100mW/ 音声25mW | -   | 全国         | -                 | 1979年 3月2日 |

- 所在地： 浦添市牧港
- 1984年3月17日に廃止された。